# Гиперчувствительность
Гиперчувствительность — повышенная чувствительность организма к какому‑либо веществу. Гиперчувствительность является нежелательной излишней реакцией иммунной системы и может привести не только к дискомфорту, но и к смерти.

## Классификация
Первая классификация типов гиперчувствительности была создана Р. Куком в 1947 г. Он выделял два типа гиперчувствительности: гиперчувствительность немедленного типа (ГНТ), обусловленную гуморальными иммунными механизмами и развивающуюся через 20-30 минут, и гиперчувствительность замедленного типа (ГЗТ), обусловленную клеточными иммунными механизмами, возникающую через 6-8 ч. после контакта с антигеном.
ГНТ связана с выработкой специфических антител B-лимфоцитами и может быть перенесена от больного человека к здоровому при помощи сыворотки, содержащей антитела (по Кюстнеру-Праусницу) или реактивным клоном B-лимфоцитов. Возможна специфическая десенсибилизация пациента, дающая в ряде случаев стойкий эффект.
ГЗТ опосредована клеточными реакциями иммунитета. Перенос возможен при помощи реактивного клона T-лимфоцитов. Десенсибилизация невозможна.
Эта классификация была пересмотрена в 1963 году британскими иммунологами Филиппом Геллом (англ. Philip George Houthem Gell) и Робином Кумбсом (англ. Robin Coombs).
Эти исследователи выделяли четыре типа гиперчувствительности:
- I тип[англ.] — анафилактический. При первичном контакте с антигеном образуются IgE, или реагины, прикрепляющиеся Fc-фрагментом к базофилам и тучным клеткам. Повторное введение антигена вызывает его связывание с антителами и дегрануляцию клеток с выбросом медиаторов воспаления, прежде всего гистамина.
- II тип[англ.] — цитотоксический. Расположенный на мембране клетки антиген (входящий в её состав либо адсорбированный) распознается антителами IgG и IgM. После этого происходит разрушение клетки путём а) иммуноопосредованного фагоцитоза (в основном макрофагами при взаимодействии с Fc-фрагментом иммуноглобулина), б) комплемент-зависимого цитолизиса или в) антителозависимой клеточной цитотоксичности (разрушение NK-лимфоцитами при взаимодействии с Fc-фрагментом иммуноглобулина).
- III тип[англ.] — иммунокомплексный. Антитела классов IgG, IgM образуют с растворимыми антигенами иммунные комплексы, способными откладываться при недостатке лизирующего их комплемента на стенке сосудов, базальных мембранах (отложение происходит не только механически, но и в силу наличия на этих структурах Fc-рецепторов).

Вышеназванные типы гиперреактивности относятся к ГНТ.
- IV тип[англ.] — ГЗТ. Взаимодействие антигена с макрофагами и T-хелперами 1-го типа со стимуляцией клеточного иммунитета.

Отдельно выделяют также гиперчувствительность V типа — аутоаллергию, обусловленную антителами к поверхностным антигенам собственных клеток. Такая дополнительная типизация иногда использовалась в качестве отличия от типа II. Примером состояния, вызываемым гиперреактивностью V типа, является гиперактивность щитовидной железы при болезни Грейвса.

## История изучения
В конце XIX века Роберт Кох впервые наблюдал гиперчувствительность замедленного типа при введении туберкулёзных бацилл в кожу зараженного туберкулёзом животного. Такая инъекция через 1-2 суток вызывала местное воспаление с образованием гранул. В свою очередь, у здоровых животных реакция была слабой и кратковременной.
В 1902 году французский физиолог Шарль Рише и Поль Портье описали феномен анафилактического шока, выявленного ими при изучении антитоксического иммунитета к яду морской анемоны. При повторной внутривенной инъекции яда, в объёме, значительно меньшем смертельной дозы, предварительно иммунизированным собакам вызывало острые системные реакции — спазмы сосудов, коллапс и гибель животного. Введение же яда в кожу не иммунизированных животных, провоцировало лишь местную воспалительную реакцию.
В то же время, французский иммунолог Морис Артюс описал одну из форм местной аллергической реакции, основываясь на своих работах с нетоксичными формами антигена. При первых инъекциях такого антигена в кожу реакции не было, либо были слабыми, однако при повторных введения того же антигена в ряде случаев происходила интенсивная инфильтрация места инъекции полиморфноядерными лейкоцитами, геморрагическая реакция и некроз сосудов.
Широкое применение лошадиных антидифтерийных и антистолбнячных сывороток привело к выявлению ещё одного феномена. Введение этих препаратов в значительных количествах на поздних этапах лечения иногда приводило к системным реакциям — повышению температуры, высыпаниям, крапивнице, а в ряде случаев и к поражениям суставов и почек. Так как это явление было связано с образованием антител к белкам вводимой сыворотки оно получило название сывороточная болезнь.